# The River South Tower

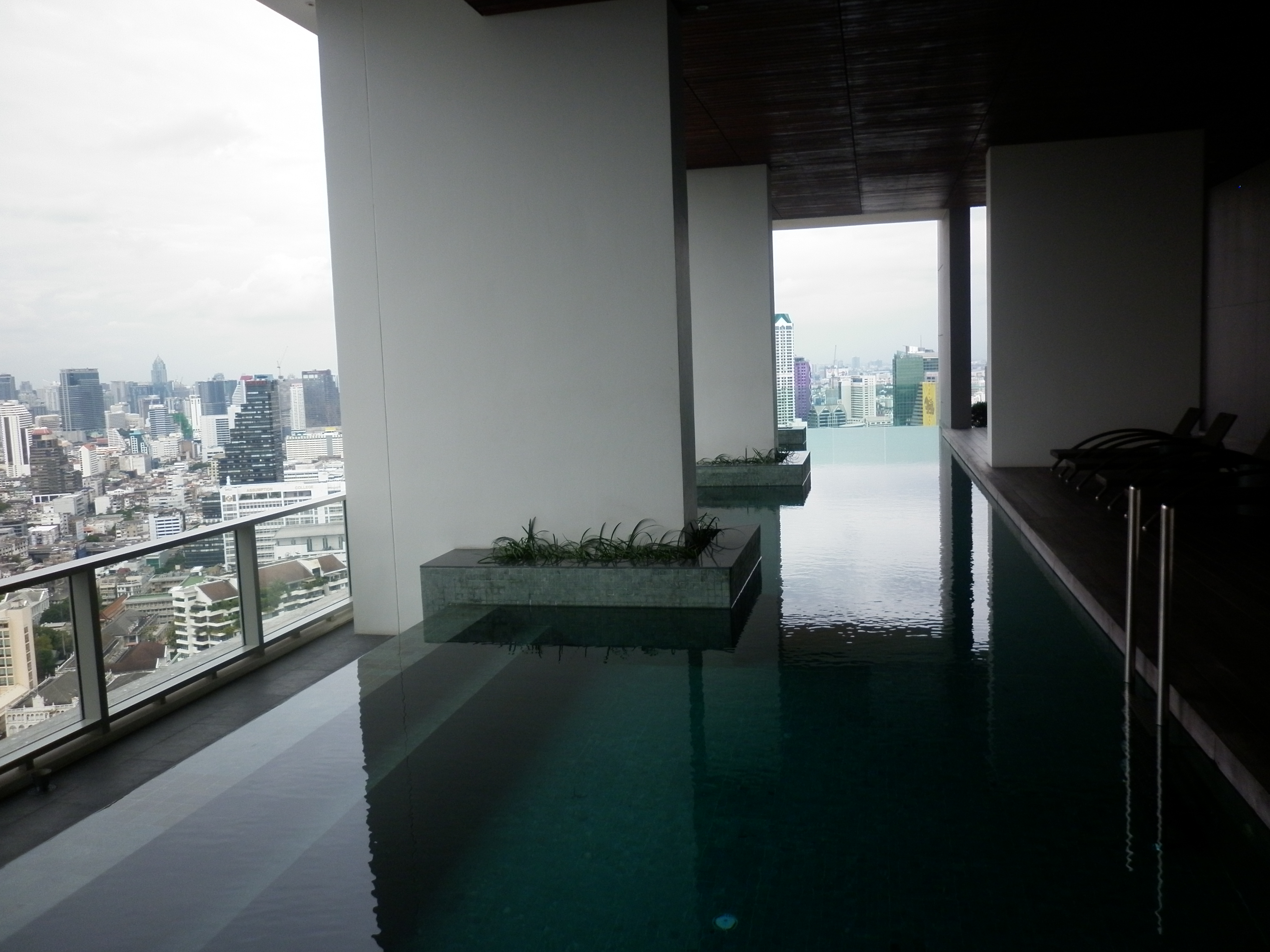
Vue du quarantième étage.

The River South Tower, ou The River Tower A, est un gratte-ciel résidentiel de Bangkok, en Thaïlande. Situé sur la rive droite (occidentale) de la Chao Phraya, dans le quartier de Thonburi (district de Khlong San), il est haut de 258 mètres pour 74 étages. Il a été construit en 2012.